# Morušová (Praha)
Morušová je ulice v Hloubětíně a v Kyjích na Praze 14, která vychází z ulice Tálínské a má slepé zakončení. Má přibližný západovýchodní průběh. Její západní úsek se nachází v katastrálním území Hloubětín, východní úsek Kyje.
Ulice vznikla a byla pojmenována v roce 1975. Nazvána je podle moruše, plodu morušovníku (latinsky Morus), rodu dřevin z čeledi morušovníkovitých. Název ulice patří do velké skupiny hloubětínských ulic pojmenovaných podle stromů a jejich plodů.

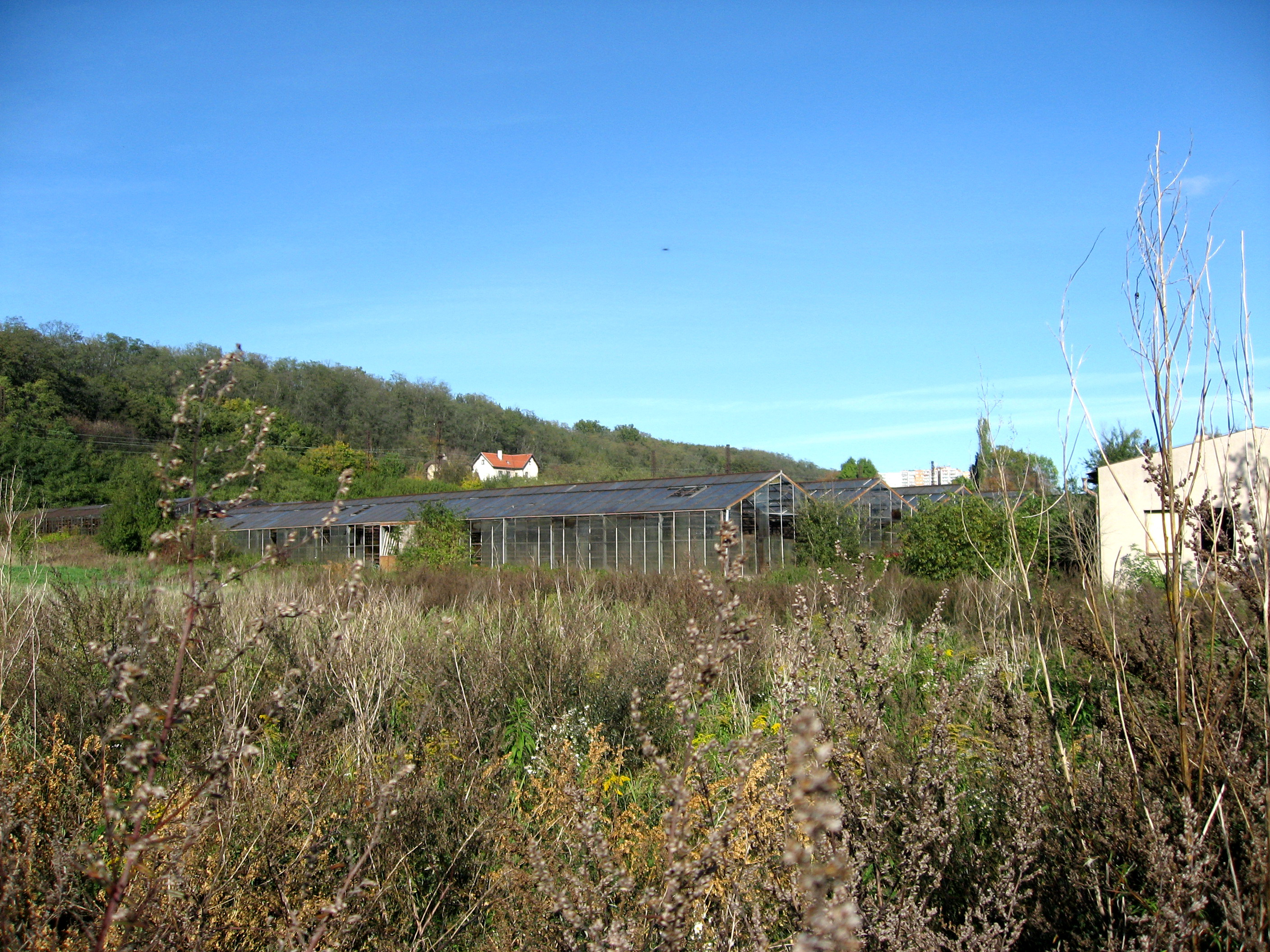
Zchátralé skleníky v bývalém zahradnictví

Ulice tvořila přístupovou cestu do zahradnictví, které ve 40. letech 20. století založili bratři Miroslav a František Šifnerovi. Specializovali se na polní zeleninu a pěstování chryzantém na dušičky. V období totality komplex zahradnictví spadal pod Státní statky Praha. V roce 1992 Šifnerovi část pozemků zrestituovali. Zástavbu tvoří několik jednopatrových domů a objektů bývalého zahradnictví. Ulice má povrch částečně z panelů, částečně asfaltový a nemá chodník (stav 2019).